# Tympanophora diminuta
Tympanophora diminuta är en insektsart som beskrevs av Edgar F. Riek 1976. Tympanophora diminuta ingår i släktet Tympanophora och familjen vårtbitare. Inga underarter finns listade i Catalogue of Life.